# Falfurrias
Falfurrias – miasto w Stanach Zjednoczonych, w stanie Teksas, w hrabstwie Brooks. W 2000 roku liczyło 5 297 mieszkańców.